# وحيد في الظلام II (فلم)
وحيد في الظلام II (بالإنجليزية: Alone in the Dark II)، هو فيلم رعب تم إنتاجه في ألمانيا والولايات المتحدة، وصدر سنة 2008، بطولة ريك يون وراشيل سبكتر ولانس هنريكسن وزاك وارد وداني تريجو، وهو مقتبس من لعبة تحمل نفس الاسم، وهو الجزء الثاني لسلسلة أفلام وحيد في الظلام.

## القصة
صائد ساحرات سابق (أبنير لوندبيرغ) يضطر للعودة لقتل عدو قديم له، وهي ساحرة خطيرة عمرها أكثر من قرن، وهذه المرة سيساعده (إدوارد كارنبي).

## وصلات خارجية
- مقالات تستعمل روابط فنية بلا صلة مع ويكي بيانات